# Elasmosoma depressum
Elasmosoma depressum är en stekelart som beskrevs av Van Achterberg och Koponen 2003. Elasmosoma depressum ingår i släktet Elasmosoma och familjen bracksteklar. Inga underarter finns listade i Catalogue of Life.